# Conus achtinus
Conus achtinus é uma espécie de gastrópode do gênero Conus, pertencente a família Conidae.